# Barcelona a trenc d'alba
Barcelona a trenc d'alba, és un àlbum de còmic detectivesc, amb guió de Juan Antonio de Blas, i dibuixos d'Alfonso Font, editat per Ediciones Glenat, l'abril del 2007. El còmic està ambientat a Barcelona en el context històric dels anys anteriors a la Guerra Civil espanyola, un moment d'enfrontaments entre grups anarquistes i els pistolers de la patronal.

## Argument
Barcelona a trenc d'alba, és un còmic de gènere negra, està ambientat a Barcelona als anys anteriors de la Guerra civil Espanyola i en plena crisi del pistolerisme i poc abans del cop d'estat de Primo de Rivera. A Europa s'ha acabat la primera Guerra mundial, però no queda gaire llunyà un segon enfrontament entre nacions. A la Barcelona d'aquest moment els ideals d'una persona podien comportar que li disparessin un tret al cap només per la seva manera de pensar, també i conviuen personatges històrics com Buenaventura Durruti o  Lluís Companys.
La història comença amb quatre cadàvers que apareixen al port de Barcelona, per d'altra banda gens estrany en un moment en què els enfrontaments entre grups anarquistes i els pistolers de la patronal son força habituals. Però en aquesta ocasió el periodista Pere Marsé (abans Juan/Joan Camblor, antic company d'armes de Pancho Villa) fara una investigació pel seu compte i el que semblava un altercat de pistolerisme esdevé una intrincada trama criminal i política, en la qual participen els personatges, Antonio Escobar, Buenaventura Durruti o Lluis Companys.

## Fitxa publicació
| Títol                    | Data de Publicació | Editorial             | Format           | Mides      | Pagines | ISBN 13                 |
| ------------------------ | ------------------ | --------------------- | ---------------- | ---------- | ------- | ----------------------- |
| Barcelona a trenc d'alba | 19 abr 2007        | EDICIONES GLÉNAT,S.L. | Llibre · Cartoné | 39 x 21 cm | 48      | ISBN: 978-84-8357-130-9 |